# Marina Berti
Marina Berti, nacida Elena Maureen Bertolini (Londres, 29 de septiembre de 1924-Roma, 29 de octubre de 2002) fue una actriz cinematográfica y televisiva italiana.
Es reconocida hasta en la actualidad por haber trabajado con directores aclamados del cine cómo Vittorio De Sica, William Wyler, Franco Zeffirelli y Mervyn Le Roy. Entre sus filmes reconocidos, se encuentran las épicas-históricas Quo vadis? (1951) y Ben-Hur (1959).

## Biografía
Nacida en Londres, Inglaterra, su verdadero nombre era Elena Maureen Bertolini, y su padre era un italiano emigrado al Reino Unido. A finales de la década de 1930 ella llegó a Italia, estableciéndose en Florencia para finalizar sus estudios. Apasionada de la interpretación, participó en algunos espectáculos teatrales antes de actuar en los estudios del EIAR de Radio Florencia.
En 1940 la joven Berti se instaló en Roma para poder entrar en el mundo del cine. Descubierta por el director Piero Ballerini, debutó ante las cámaras con el film La fuggitiva, en el que hacía un papel menor, y en 1943 se inició como protagonista en Giacomo l'idealista, en Alberto Lattuada.

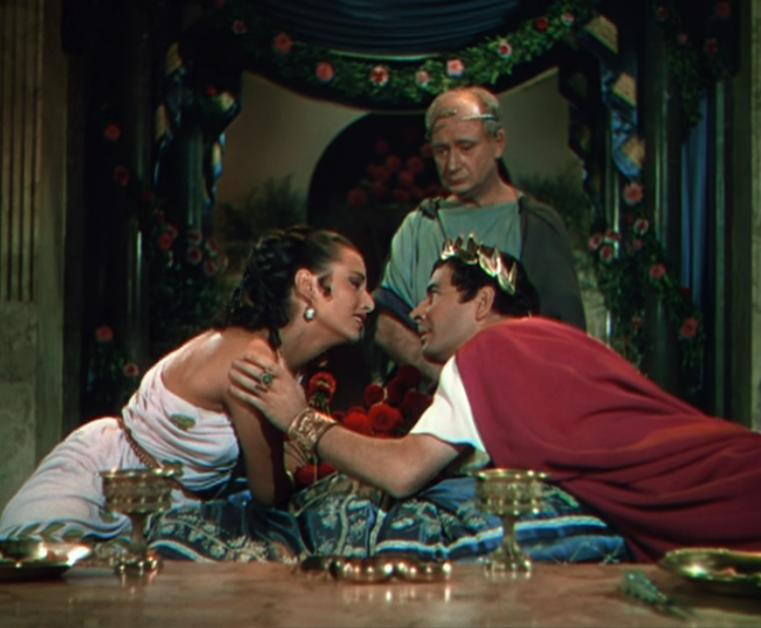
Marina Berti y Leo Genn interpretan a Eunice y Petronio en Quo vadis? (1951).

Actriz dotada de una gran belleza e intensidad comunicativa, durante las décadas de 1950 y 1960 actuó con papeles de relieve como los de Quo vadis? (1951), dirigida por Mervyn LeRoy, Febbre di vivere (1953), dirigida por su marido, Claudio Gora (seudónimo de Emilio Giordana), y Un eroe del nostro tempo (1960), de Sergio Capogna, un film sobre la resistencia italiana. Participó también en importantes producciones internacionales, especialmente superproducciones de Hollywood como Ben Hur (1959), de William Wyler, y Cleopatra (1963), de Joseph L. Mankiewicz.
A partir de mediados de la década de 1970, Berti fue disminuyendo su presencia en la gran pantalla.
Casada con el actor y director Claudio Gora, al que conoció en 1942 en Turín, Berti tuvo cinco hijos, todos dedicados al mundo del espectáculo: Andrea, Marina, Carlo, Luca y Cristina.
Marina Berti falleció a causa de un cáncer en Roma, Italia, en 2002.

## Filmografía
- La fuggitiva, de Piero Ballerini (1941)
- Divieto di sosta, de Marcello Albani (1943)
- Giacomo l'idealista, de Alberto Lattuada (1943)
- La primadonna, de Ivo Perilli (1943)
- La valle del diavolo, de Mario Mattoli (1943)
- La donna della montagna, de Renato Castellani (1943)
- La storia di una capinera, de Gennaro Righelli (1943)
- La porta del cielo, de Vittorio De Sica (1944)
- I dieci comandamenti, de Giorgio Chili (1944)
- Il fantasma della morte, de Giuseppe Guarino (1946)
- Il testimone, de Pietro Germi (1946)
- Preludio d'amore, de Giovanni Paolucci (1946)
- Notte di tempesta, de Gianni Franciolini (1946)
- Sinfonia fatale, de Victor Stoloff (1947)
- Il grido della terra, de Duilio Coletti (1948)
- Príncipe de los zorros, de Henry King (1949)
- Vespro siciliano, de Giorgio Pàstina (1949)
- Il cielo è rosso, de Claudio Gora (1950)
- Il capitano nero, de Giorgio Ansoldi (1951)
- Il sentiero dell'odio, de Sergio Grieco (1951)
- Quo vadis?, de Mervyn LeRoy (1951)
- Il deportato, de Robert Siodmak (1951)
- Operazione mitra, de Giorgio Cristallini (1951)
- Marmittoni al fronte, de Alexander Hall (1951)
- La regina di Saba, de Pietro Francisci (1952)
- Carne inquieta, de Silvestro Prestifilippo  (1952)
- La colpa di una madre, de Carlo Duse (1952)
- Amore rosso, de Aldo Vergano (1952)
- Febbre di vivere, de Claudio Gora (1953)
- Il letto del re, de Gregory Ratoff (1954)
- Ai margini della metropoli, de Carlo Lizzani (1954)
- Casra diva, de Carmine Gallone (1954)
- I cavalieri della regina, de Mauro Bolognini (1955)
- Faccia da mascalzone, de Raffaele Andreassi (1955)
- Il canto dell'emigrante, de Andrea Forzano (1956)
- Maria Antonietta, regina di Francia, de Jean Delannoy (1956)
- Il cavaliere dalla spada nera, de László Kish (1956)
- Le avventure di Roby e Buck, de Gennaro De Dominicis (1958)
- Ben Hur, de William Wyler (1959)
- Un eroe del nostro tempo, de Sergio Capogna (1960)
- Madame Sans-Gene, de Christian-Jaque (1961)
- Jessica, de Jean Negulesco (1962)
- La congiura dei dieci, de Baccio Bandini (1962)
- Il tiranno di Siracusa, de Alberto Cardone (1962)
- Cleopatra, de Joseph L. Mankiewicz (1963)
- Le conseguenze, de Sergio Capogna (1964)
- Intrigo a Parigi, de Jean-Paul Le Chanois (1964)
- Made in Italy, de Nanni Loy (1965)
- Un uomo, un cavallo, una pistola, de Luigi Vanzi (1967)
- Un angelo per Satana, de Camillo Mastrocinque (1967)
- Qualcuno ha tradito, de Francesco Prosperi (1967)
- Temptation, de Lamberto Benvenuti (1968)
- L'Odissea, de Franco Rossi (1968)
- Giocando a golf una mattina, de Daniele D'Anza (1969)
- If It's Tuesday, This Must Be Belgium, de Mel Stuart (1969)
- L'odio è il mio, de Claudio Gora (1969)
- Strada senza uscita, de Gaetano Palmieri (1969)
- Il caso "Venere privata", de Yves Boisset (1970)
- La Califa, de Alberto Bevilacqua (1970)
- Tre nel Mille, de Franco Indovina (1971)
- Buona parte di Paolina, de Nello Rossati (1973)
- Pianeta Venere, de Elda Tattoli (1974)
- La polizia chiede aiuto, de Massimo Dallamano (1974)
- Divina creatura, de Giuseppe Patroni Griffi (1975)
- l'ultimo treno della notte, de Aldo Lado  (1975)
- Mosè, de Gianfranco De Bosio (1976)
- Garofano rosso, de Luigi Faccini (1976)
- Jesus of Nazareth, de Franco Zeffirelli (1977, miniserie televisiva)
- Una spirale di nebbia, de Eriprando Visconti (1977)
- Delitto di stato, de Gianfranco De Bosio (1982)
- Il pentito, de Pasquale Squitieri (1985)
- L'ultima mazurka, de Gianfranco Bettettini (1986)
- La posta in gioco, de Sergio Nasca (1987)
- Ostinato destino, de Gianfranco Albano (1991)
- Dall'altra parte del mondo, de Arnaldo Catinari (1992)
- L'amore che non sai, de G Tressles (1993)
- Amen, de Costantin Costa Gavras (2002)